# Интернунций
Интернунций (лат. Internuntius — посредник) — ныне не существующая дипломатическая должность Святого Престола, второстепенный посол Папы.

## История
Интернунции не имели епископского сана и, с точки зрения международного права, считались дипломатическими агентами второго ранга, то есть ставились наравне с чрезвычайными посланниками и полномочными министрами.
Ранее интернунциями назывались представители Австрии в Константинополе, так как Австрия заключала с Портой только перемирия и потому имела при ней лишь временного представителя. Впоследствии это название перешло и на постоянного посла Австрии в Константинополе.
В конце XX века должность упразднена. В настоящее время представителями Папского престола могут быть апостольские нунции (должность эквивалентная чрезвычайному и полномочному послу) и апостольские делегаты (официальные представители Папского престола, не имеющие посольского дипломатического статуса).